# 에릭 해리스와 딜런 클리볼드

에릭 데이비드 해리스(영어: Eric David Harris, 1981년 4월 9일 ~ 1999년 4월 20일)와 딜런 베넷 클리볼드(영어: Dylan Bennet Klebold, 1981년 9월 11일 ~ 1999년 4월 20일)는 미국 콜로라도주 콜럼바인에 있는 콜럼바인 고등학교에서 1999년 4월 20일 발생한 미국의 살인 듀오이다. 학교 친구였던 해리스와 클리볼드는 동시에 도서관에서 자살을 했고, 그곳에서 13명의 희생자를 죽였다. 이는 콜럼바인 고등학교 총기 난사 사건으로 알려지게 되었다. 그 당시 미국 역사상 가장 치명적인 학교 총기 난사 사건이었고, 지금까지 행해졌던 가장 불명예스러운 총기 난사 사건들 중 하나로 이어졌다.
해리스와 클리볼드는 둘 다 1981년에 태어났다. 그 두 사람은 초등학교 7학년 때 만났다. 시간이 흐르면서, 그들은 점점 더 가까워졌고 이후 뗄 수 없는 존재로 묘사됐다. 서로 다른 보고서들이 있다. 어떤 사람들은 해리스와 클리볼드가 매우 인기 없는 학생이었고 왕따의 빈번한 대상이었다고 말하는 반면, 다른 사람들은 그들이 학교의 사회적 계층에서 최하위에 가깝지 않았고 각각 많은 친구들이 있었다고 말한다. 그들의 개인적 기록을 통해 해리스와 클리볼드는 1998년 5월까지 공격을 계획하기 시작한 것처럼 보였다. 이듬해 내내 해리스와 클리볼드는 꼼꼼하게 폭발물을 만들고 무기를 모았다. 해리스와 클리볼트는 몇몇 저널 글과 홈 비디오를 남기고, 그들이 성취하기를 바라는 것으로 대학살을 예고하고 그들의 행동을 설명했다.
대학살 이후 해리스와 클리볼드는 학교에서 인기 있는 학생들에게 반기를 든 것으로 추측되는 "트렌치코트 마피아"라고 불리는 집단의 일원이었다고 널리 알려져 있다. 해리스도 클리볼드도 이 그룹에 소속되어 있지 않았기 때문에 이것은 사실이 아닌 것으로 밝혀졌다. 앞서 언급한 두 사람의 글과 동영상은 촬영의 이론적 근거에 대한 통찰력을 주었다. FBI는 해리스가 사이코패스라는 결론을 내렸다. 그는 공감의 결여, 나르시시즘적 특성, 그리고 구속받지 않는 공격성을 보였다. 그러나, 클리볼드는 우울증으로 결론지어졌고, 낮은 자존감과 불안감, 그리고 자신을 학대했다고 믿는 개인들에 대한 복수심을 보여주었다. 하지만, 해리스와 클리볼드는 그 공격 전에 공식적으로 어떤 정신질환도 진단받지 못했다.
총격 직후 각종 언론들은 집단 따돌림, 정신 질환, 인종 차별, 정신의학 약물치료, 언론폭력 등 복수의 동기부여 요인을 공격 원인으로 지목했다. 이러한 결론에도 불구하고 공격의 정확한 동기는 여전히 밝혀지지 않고 있다.
해리스와 클리볼드는 대중 문화의 아이콘이 되었고, 이 두 사람은 종종 여러 형태의 미디어에서 묘사되고 참조되고, 보여진다. 이 총격 이후 많은 살인범들이 이 두 사람을 영웅, 순교자, 신으로 칭송하거나 이 두 사람에 대한 동정을 표시하면서 이들로부터 영감을 얻었다. 해리스와 클리볼드도 팬층을 갖고 있는데, 이들은 팬픽을 쓰고 팬아트를 그리는 '컬럼비너스'라는 용어를 만들어냈다. 다른 사람들은 코스프레나 할로윈을 위해 그들처럼 옷을 입었다.

## 어린 시절

### 에릭 해리스
에릭 데이비드 해리스는 1981년 4월 9일 캔자스주 위치토에서 태어났다. 해리스의 부모는 모두 콜로라도에서 태어나고 자랐다. 그의 어머니인 캐서린 앤 풀은 가정주부였다. 그의 아버지 웨인 해리스는 미국 공군에서 수송 조종사로 일하면서 가족들이 산발적으로 전국을 돌아다녀야 했다. 1983년, 가족은 해리스가 2살이었을 때 오하이오주의 데이턴으로 이사했다. 6년 후, 가족은 미시간주 오스코다로 이주했다. 해리스 가족은 1992년 뉴욕주 플래츠버그로 이주한 뒤 이듬해 웨인 해리스가 군에서 은퇴하자 콜로라도로 이주했다. 해리스의 전 동창인 카일 로스는 "그는 그냥 평범한 아이였어요."라고 말했다.
1997년 영어 수업 과제에서 해리스는 뉴욕에서 콜로라도로의 이동이 얼마나 어려운지에 대해 썼다. "플랫츠버그에서 가장 힘든 이동이었습니다. 저는 그곳에서 가장 많은 추억을 가지고 있습니다."라고 해리스는 계속 말했다. "내가 (그의 친구들을) 떠났을 때 나는 혼자였고, 길을 잃었고, 심지어 그들과 함께 많은 시간을 보냈다는 것에 대해 불안해했고, 이제는 멈출 수 없는 것 때문에 가야 한다." 해리스는 지하 테이프에서 자신의 아버지가 가족을 이주시켰다고 비난하며 해리스에게 "최저의 자리에서 시작하라"고 강요했다. 해리스도 아이들이 종종 그의 외모를 조롱하곤 했다고 덧붙였다.
해리스 가족은 처음 3년 동안 리틀턴 지역에서 살았다. 해리스가 초등학교 7학년이었을 때, 그는 클리볼트를 만났다. 1996년 해리스 가족은 컬럼바인 고등학교 남쪽의 한 집을 구입하여 정착하였다. 해리스의 형 케빈은 콜로라도 대학교에서 대학을 다녔다. 해리스의 아버지는 항공안전공사에 취직했고 전 주부였던 해리스의 어머니는 요리사가 됐다.
해리스는 1995년 컬럼바인 고등학교에 신입생으로 입학하였다. 콜럼바인은 방금 대대적인 보수와 확장을 거쳤다. 모든 면에서, 그는 많은 친구들이 있었고 그의 1학년과 2학년 때 콜럼바인 축구 팀에서 전방과 중후반으로 남겨졌다. 그의 동료 중 한 명인 조시 스완슨에 따르면, 그는 해리스가 이 스포츠를 매우 즐겼던 "고고한" 축구 선수라고 말했다. 해리스는 1학년 때 독일어 수업을 듣고 있던 티파니 타이퍼를 만났다. 타이퍼는 나중에 해리스가 재빨리 그녀에게 구애했다고 다시 말했다. 해리스는 그녀에게 귀향을 요청했고 그녀는 수락했다. 행사가 끝난 후 타이퍼는 더 이상 해리스와 만나는 것에 관심이 없는 것처럼 보였고, 그 이유는 밝혀지지 않았다. 타이퍼가 해리스와 다시 교제하기를 거부하자 해리스는 가짜 피를 뿌린 채 땅에 엎드려 가짜 자살을 감행했다. 타이퍼가 그를 보았을 때 그녀는 도와달라고 소리치기 시작했고, 그때부터 해리스와 그의 친구들은 웃기 시작했고, 타이퍼는 해리스에게 정신적인 도움을 받으라고 소리치며 달려나갔다.

### 딜런 클리볼트
딜런 베넷 클리볼드는 1981년 9월 11일 콜로라도 레이크우드에서 토마스와 수 클리볼드 사이에서 태어났다. 총격 다음날, 클레볼드의 어머니는 클레볼드가 태어난 직후, 클레볼드가 자신에게 그림자가 드리워진 것 같은 느낌을 묘사하면서 이 아이가 큰 슬픔을 가져다 줄 것이라고 경고했다고 기억했다. "그 당시처럼 지금도 그렇게 생각하고 있는 것 같아요. 그림자처럼 빠르게 넘어가는 스쳐가는 느낌이었다. 수는 콜로라도 공영 라디오와의 인터뷰에서 말했다. 클레볼드는 곧 위와 작은 창자 사이의 틈이 두꺼워져 생후 처음 몇 달 동안 심한 구토를 일으키는 질환인 화농협착증 진단을 받았다. 수는 나중에 그녀의 아들이 그녀에게 엄청난 슬픔을 가져다 줄 것이라는 느낌이 그녀의 아들이 육체적으로 아플 것이라는 것을 확신했다.
클리볼트의 부모는 둘 다 오하이오 주립 대학교에서 미술을 공부하고 있을 때 만났다. 두 사람은 금세 반했다 둘 다 졸업한 후, 1971년에 결혼하여 1978년에 첫 아이인 바이런을 낳았다. 토머스는 처음에는 조각가로 일했지만, 재정적으로 더 안정되기 위해 공학으로 넘어갔다. 수는 장애 아동들과 함께 지원 서비스에서 일했었다. 게다가, 클리볼트의 부모는 평화주의자였고 그들의 자녀들과 함께 루터교 교회에 다녔다. 클리볼트와 그의 형 둘 다 루터교 전통에 따라 확인 수업을 들었다. 형의 경우와 마찬가지로, 클리볼드는 유명한 시인 딜런 토머스의 이름을 따서 명명되었다.
가족의 집에서, 클리볼트는 또한 클리볼트의 외할아버지의 유대인 유산에 따라 몇몇 의식을 지켰다. 클리볼트는 노르망디 초등학교 1학년과 2학년을 다녔고, 그 후 주지사 목장 초등학교로 전학하여 영재들을 위한 높은 지적 잠재력 학생 프로그램에 참여하였다. 보도에 따르면, Klebold는 비록 초등학교 때 다소 은신해 보였지만, 어린 아이였을 때 유난히 밝았다고 한다. 그가 켄 카릴 중학교로 옮겼을 때, 그는 그것이 어렵다는 것을 알았다. 클리볼트의 부모는 클리볼트가 학교를 바꾸는 것이 단지 어린 청소년들 사이의 규칙적인 행동이라고 생각했기 때문에 불편함을 느꼈다는 사실에 개의치 않았다.
그의 초기 학창시절 동안, 클리볼트는 야구, 축구, 그리고 티볼을 했다. 클리볼트는 1학년 때부터 친구였던 브룩스 브라운과 함께 큐브 스카우트에 있었다. 브라운은 해리스의 부모님이 마침내 리틀턴에 정착했을 때 산 집 근처에 살았고 해리스와 같은 버스를 탔다. 얼마 후, Klebold는 Harris를 만났고 그 두 사람은 빠르게 가장 친한 친구가 되었다. 나중에 해리스는 클리볼트를 중학교에 다니던 그의 친구 네이선 다이크먼에게 소개했고, 그들은 모두 친한 친구가 되었다.

## 콜럼바인 고등학교 총기 난사 사건
경찰 수사 결과 사건 1년 전인 1998년부터 에릭과 딜런이 학교에 테러를 일으킬 계획을 세웠다는 것이 밝혀졌다. 이들은 신을 혐오하였으며 인터넷 웹사이트에 폭탄 제조나 게임에 관한 내용을 넣었던 것으로 알려졌다. 1999년 4월 20일 에릭과 딜런은 학교에 폭발물을 설치했으나 실패하자 학교에 총기를 들고 13명을 살해한 후 도서관에서 자살했다.

## 사건 이후
사건 이후 딜런 클리볼드의 어머니 수 클리볼드는 <나는 가해자의 엄마입니다>라는 책을 썼다.